# Operación GULAG
La operación GULAG fue una operación militar alemana en la que las tropas germanas y varias tropas partisanas enfrentadas a la URSS esperaban crear un movimiento de resistencia antisoviética en Siberia durante la Segunda Guerra Mundial liberando y reclutando prisioneros de guerra y otros encarcelados políticos que habían sido enviados a Gulags. A pesar del ambicioso plan, tan sólo un pequeño grupo de ex-prisioneros de guerra fueron aerotransportados a la República Autónoma Socialista Soviética de Komi en junio de 1943. Los miembros del grupo fueron capturados o asesinados en los días posteriores al aterrizaje.

## Planes ambiciosos
El plan fue diseñado a mediados de 1942 por presos soviéticos en cautividad alemana, concretamente en la prisión militar de Hammelburg, liderado por un agente del NKVD, el Comandante de Brigada Iván Bessonov y un oficial del Ejército Rojo, el coronel Mijáil Meandrov. El plan, parte de los esfuerzos alemanes para crear una resistencia anticomunista detrás de las líneas soviéticas, buscaba una invasión naval y aérea de Siberia por una alianza de fuerzas germanas y partisanos antibolcheviques, que tuviesen como objetivo los Gulags, para reclutar y nutrir las fuerzas partisanas, y así abrir un segundo frente en la guerra entre la Alemania Nazi y la Unión soviética desfavorable para la segunda.
El plan necesitaba la creación de una actividad insurgente en la extensa región del Dviná Septentrional al Yeniséi y del extremo norte al Transiberiano. La región de las acciones previstas fueron divididas en tres zonas operacionales: Norte (orilla derecha del causal del Dviná Septentrional), Central (alrededor del Pechora) y Oriental (del Obi al Yeniséi). Las fuerzas que aterrizasen tendrían que capturar los gulags y armar a los prisioneros y deportados para moverese conjuntamente en dirección general al sur.</ref>

## Implementación y consecuencias
El plan, parte de la más extensa Operación Zeppelin, fue analizado y aprobado provisionalmente por la Oficina Central de Seguridad del Reich y se tomaron pasos en orden a implementarlo. Aproximadamente 150 prisioneros de guerra soviéticos fueron enrolados a las unidades que esperaban ser utilizadas en la operación: dos grupos de agresión de entre 50 y 55 personas cada uno, un grupo de operadores radiofónicos que constaba de unas 20 o 25 personas y un grupo de soporte (médico) femenino de 20 personas.
El 2 de junio de 1943, el primer grupo de los doce formados por prisioneros de guerra soviéticos y entrenado por los alemanes, vestidos con uniformes del NKVD, fue desplegado en paracaídas en la RASS de Komi. Sin embargo, el 9 de junio, el grupo fue detectado por tropas reales del NKVD, que mataron a dos miembros y capturaron al resto.
Poco después de este fracaso, los alemanes decidieron abandonar la operación. El grupo anticomunista que Bessonov había fundado en la prisión fue desmantelado, y él transferido al campo de concentración de Sachsenhausen. Algunos miembros de la organización  de Bessonov fueron empleados en otras operaciones alemanas antisoviéticas, sin éxitos notables. Bessonov y Meandrov sobrevivieron a la guerra para ser ejecutados por las autoridades soviéticas después de ser transferidos a su custodia.